# Československo na Velké ceně Intervize
Československo patřilo v historii hudební soutěže Intervize k nejdůležitější zemi, bylo to totiž právě Československo, které soutěž vytvořilo a jako první pořádalo. Jako nejdůležitější země v soutěži se také účastnilo všech jejích ročníků, kromě posledního v roce 2008, který pořádalo Rusko. Československo také bylo nejvíce úspěšnou zemí v soutěži, z celkem devíti ročníků, kterých se účastnilo, se umístilo na prvním místě šestkrát.

## Pozadí
Ještě před vznikem soutěže se pokusilo Československo zapojit do nyní světoznámé Eurovision Song Contest. Organizátory soutěže však byla země odmítnuta, protože nebyla členem Evropské vysílací unie, do které se však ani nemohla přihlásit, protože hlavním předpokladem pro vstup do této unie bylo, že daná země patřila k západnímu bloku, což v tehdy rozdělené Evropě Československo nepatřilo.
Československo se rozhodlo, že po vzoru soutěže, do které se nedostalo, vytvoří vlastní soutěž, která ale bude otevřena všem, bez ohledu na geologické umístění nebo politickou příslušnost. Stejně jako původní soutěž, která byla konána pod záštitou Evropské vysílací unie v rámci sítě Eurovize, se Československo rozhodlo, že svou soutěž také bude pořádat pod záštitou Mezinárodní organizace pro rozhlas a televizi, která byla východním protějškem EVU a soutěž se měla vysílat v rámci konkureční sítě Intervize.
Československo se ujalo pořádání prvních čtyř ročníků nové soutěže a úspěšně se snažilo nabízet účast v soutěži západním zemím.

## Účast

### 1965
Jako zakládající země soutěže samozřejmě Československo pořádalo a účastnilo se prvního jejího ročníku, kam nominovala zpěváka Karla Gotta. Hostitelskou televizí soutěže byla Československá televize, soutěž se konala v Praze v hudebním divadle Karlín 12. června. Karel Gott vystoupil na soutěži s písní Tam, kam chodí vítr spát a stal se historicky prvním vítězem soutěže, když obsadil první místo.

### 1966
Československo vymyslelo, že vlastní soutěž se oproti západnímu vzoru nebude „zbytečně“ přesouvat mezi zeměmi a soutěž bude pořádat původní pořadatelská země, pokud to bude v jejích možnostech. Přesto však došlo v pořádání ke změně a další ročník soutěže se tentokrát konal v Bratislavě ve snaze stužit kulturní a sociální vztahy Čechů a Slováků. Soutěže se tentokrát za Československo účastnil opět Karel Gott, tentokrát s písní Mám rozprávkový dom a duet Helena Vondráčková a Marta Kubišová, s písní Ach, baby, baby. Vondráčková a Kubišová skončily na třetím místě, Gott skončil na druhém místě, v umístění je předběhlo Bulharsko s písní Adagio.

### 1967
V třetím ročníku reprezentovala Československo pouze zpěvačka Eva Pilarová, která vystoupila s písní Rekviem a obsadila za Československo opět první místo.

### 1968
Konání čtvrtého ročníku soutěže se přesunulo do Karlových Varů. Československo do soutěže opět nominovalo Karla Gotta, který s písní Proč ptáci zpívají? opět obsadil první místo. Po následujících devět let se jednalo o poslední ročník soutěže, protože její pořádání přerušilo Pražské jaro a vpád vojsk Varšavské smlouvy do Československa. O pořádání soutěže neměla žádná jiná země zájem.

### 1977
V roce 1977 se pořadatelství soutěže nečekaně ujalo Polsko a soutěž obnovilo. Československo vyslalo do soutěže zpěvačku Helenu Vondráčkovou a zpěváka Jiřího Korna. V tomto ročníku totiž mohla každá země nominovat dva zpěváky se dvěma soutěžními písněmi, jeden ze zpěváků pak mohl zazpívat doplňkovou píseň, která však nepodléhala hodnocení.
Jiří Korn vystoupil s písní Jak se člověk mýlí, se kterou se umístil na třináctém místě s 22 body. Helena Vondráčková však byla úspěšná, zazpívala píseň Malovaný džbánku, za kterou získala 174 bodů a umístila se tak na prvním místě soutěže. Mimo soutěž dále zazpívala píseň Lásko má, já stůňu.

### 1978
Nečekaná situace nastala na soutěži z roku 1978. Té se účastnilo pouze šest zemí včetně Československa. Ačkoliv soutěž dřív vyhrál vždy pouze jeden zpěvák, v roce 1978 obdrželo Československo i Sovětský svaz stejný počet 88 bodů a obě země se spolu umístily na první místě. V Intervizi totiž oproti Eurovizi neexistovala žádná metoda, která by při remíze určila úplného vítěze.
Československo reprezentoval zpěvák Václav Neckář s písní Patrik.

### 1979
Do soutěže v roce 1979 vyslalo Československo zpěvačku Lenku Filipovou. Vystoupila s písní Vyjdi ven, za kterou získala 38 bodů a umístila se na šestém místě.

### 1980
O něco kurióznější situace, než v roce 1978, nastala na soutěži z roku 1980. Té se účastnilo opět Československo a opět skončilo v remíze. První místo tentokrát ale obsadily tři země, vedle Československa se jednalo o Sovětský svaz a Finsko.
Československo reprezentovala zpěvačka Marika Gombitová s písní Chcem sa s tebou deliť.
Soutěž byla poté přerušena kvůli vzrůstajícím nepokojům v Polsku, které doprovázelo vyhlášení stanného práva.

### 2008
V roce 2008 uspořádalo další ročník soutěže Rusko, soutěž se tentokrát konala v Soči. Československo, které oficiálně zaniklo 31. prosince 1992 a rozdělilo se na Česko a Slovensko se tak dosud posledního ročníku soutěže už účastnit nemohlo. Česko ani Slovensko o účast v soutěž zájem neměly a navíc ani jeden ze států nebyl pozván, protože Rusko celou soutěž zaměřilo hlavně na země bývalého Sovětského svazu.

## Výsledky
| Rok  | Interpret                           | Píseň                    | Jazyk       | Počet bodů | Umístění |
| ---- | ----------------------------------- | ------------------------ | ----------- | ---------- | -------- |
| 1965 | Karel Gott                          | Tam, kam chodí vítr spát | čeština     | ?          | 1.       |
| 1966 | Helena Vondračková a Marta Kubišová | Ach, baby, baby          | čeština     | ?          | 3.       |
| 1966 | Karel Gott                          | Mám rozprávkový dom      | slovenština | ?          | 2.       |
| 1967 | Eva Pilarová                        | Rekviem                  | čeština     | ?          | 1.       |
| 1968 | Karel Gott                          | Proč ptáci zpívají?      | čeština     | ?          | 1.       |
| 1977 | Helena Vondráčková                  | Malovaný džbánku         | čeština     | 174        | 1.       |
| 1977 | Jiří Korn                           | Jak se člověk mýlí       | čeština     | 22         | 13.      |
| 1978 | Václav Neckář                       | Patrik                   | čeština     | 88         | 1.       |
| 1979 | Lenka Filipová                      | Vyjdi ven                | čeština     | 38         | 6.       |
| 1980 | Marika Gombitová                    | Chcem sa s tebou deliť   | slovenština | 30         | 1.       |